# خواجة (إيران)
خواجة (بالفارسية: خواجه) هي مدينة تقع في إيران في Khajeh District. يقدر عدد سكانها بـ 3,700 نسمة .